# 堀江恭佑
堀江 恭佑（ほりえ きょうすけ、1990年7月11日 - ）は、ジャパンラグビーリーグワン日野レッドドルフィンズに所属するラグビー選手。

## プロフィール
- 東京都出身。
- ポジションはナンバーエイト(No8)。
- 身長 184 cm、体重 107 kg
- 日本代表キャップは3。（2023年6月現在）
- 7人制日本代表に選出されたことがある。
- ニックネームはマグマ。

## 来歴
ラグビーを始めたきっかけは友人から誘われたことから。
2009年、東京高校卒業後、明治大学に入学する。なお東京高校時代に2回花園に出場した。
2012年、明治大学ラグビー部の副将に就任し、同チームの14年ぶりの関東大学ラグビー対抗戦グループ優勝に貢献した。
2013年、明治大学卒業後、ヤマハ発動機ジュビロ(現・静岡ブルーレヴズ)に加入。同年8月31日に行われたジャパンラグビートップリーグ第1節のクボタスピアーズ戦に先発出場で公式戦初出場を果たす。 そして同年度シーズン終了後、新人賞に稲垣啓太と共に選ばれた。
2014年5月3日に行われたアジア5カ国対抗フィリピン戦で日本代表初キャップを獲得した。
2019年、日野レッドドルフィンズに加入。
2025年5月10日、リーグワン2024-25DIVISION2最終第14節で、リーグ通算100キャップ（トップリーグ時代70試合、リーグワン時代30試合）を達成した。

## 受賞歴
- 2013-14トップリーグベスト15 トップリーグ新人賞
- 2014-15トップリーグベスト15